# Dream of the Rarebit Fiend

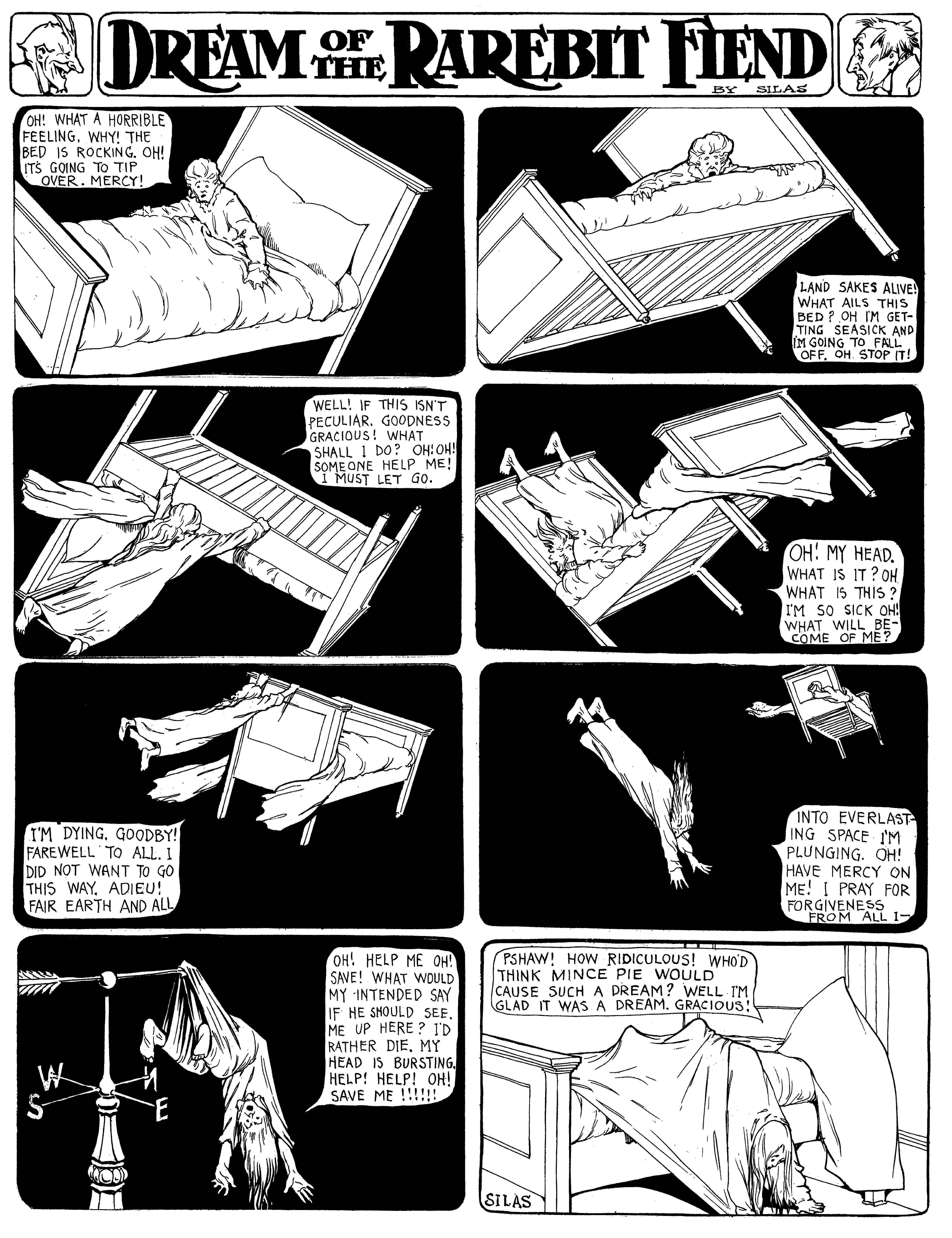
Dream of the Rarebit Fiend 28. Januar 1905

Dream of the Rarebit Fiend ist ein Comicstrip des amerikanischen Karikaturisten Winsor McCay, der am 10. September 1904 begonnen wurde. Es war McCays zweiter erfolgreicher Comic, nachdem Little Sammy Sneeze ihm eine Position im Cartoon-Team des New York Herald gesichert hatte, und sein am längsten laufender Comicstrip. Er schuf über 300 Rarebit-Fiend-Episoden, mehr als von dem bekannteren Little Nemo, die er 1905 begann. Rarebit Fiend erschien in der Abendzeitung Evening Telegram, die vom Herald herausgegeben wurde. Aus vertraglichen Gründen unterschrieb McCay den Streifen mit dem Pseudonym „Silas“.
Der Comic hatte keine durchgehende Handlung oder wiederkehrende Charaktere, aber ein wiederkehrendes Thema: Ein Charakter hat einen Albtraum oder anderen bizarren Traum, üblicherweise nach dem Verzehr eines Welsh Rarebit – einem Käse-auf-Toast-Gericht. Der Charakter erwacht im abschließenden Panel und bereut den Verzehr des Rarebit. Die Träume offenbaren oft unvorteilhafte Seiten der Psyche der Träumer – ihre Phobien, Heucheleien, Unbehagen und dunklen Fantasien. Dies stand im starken Kontrast zu den farbenfrohen Fantasieträumen in McCays bekannter Comicreihe Little Nemo. Während Kinder die Zielgruppe von Nemo waren, richtete McCay Rarebit Fiend an Erwachsene.

## Inhalt und Einordnung in die Zeit

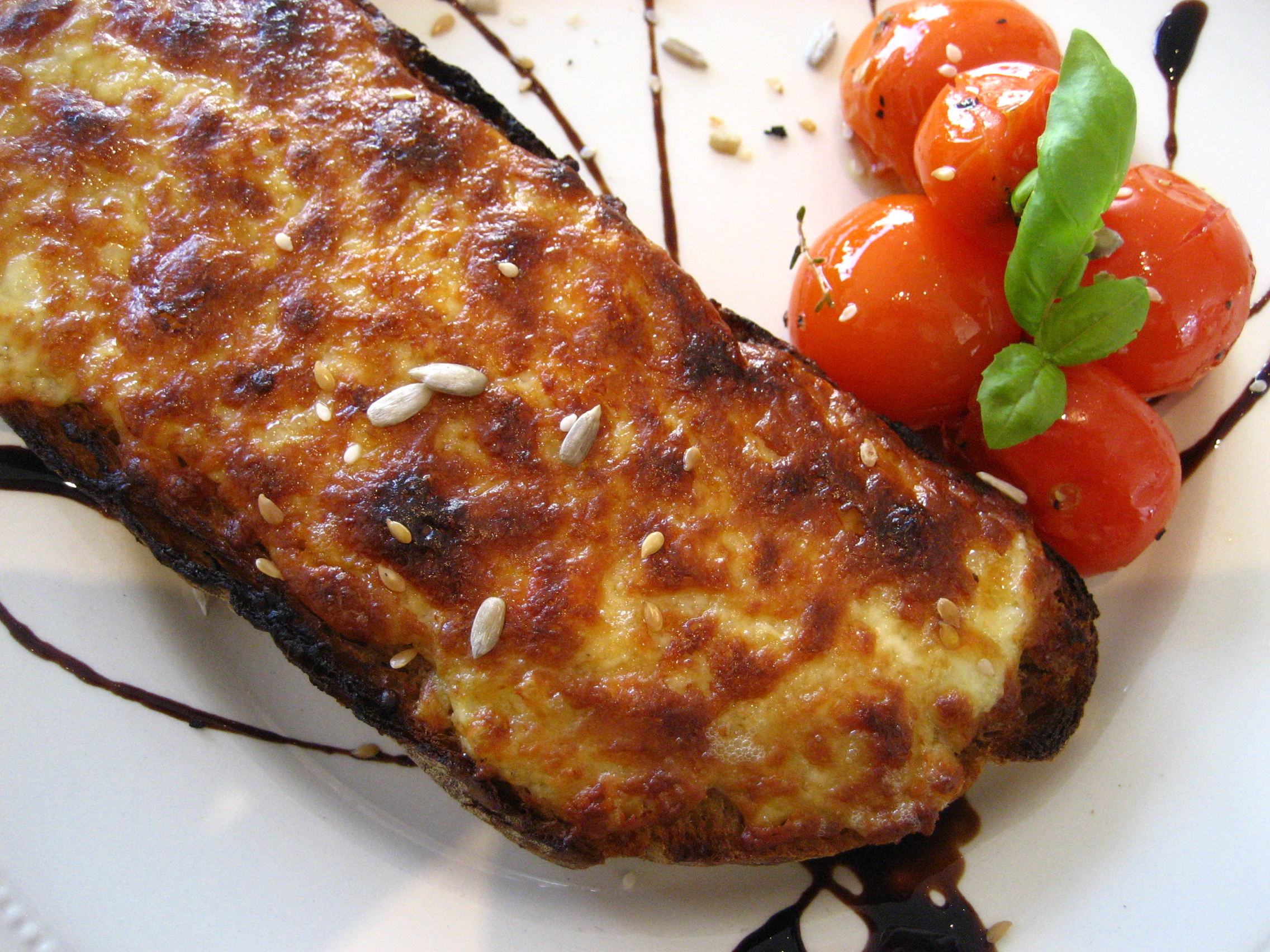
Ein Welsh rarebit

Der Comic hatte keine wiederkehrenden Charaktere, folgte aber einem Thema: Nach dem Verzehr eines Welsh Rarebit wurde der Protagonist mit der dunkleren Seite seiner Psyche konfrontiert. Typischerweise begann der Comic mit einer absurden Situation, die immer absurder wurde, bis der Fiend – der Träumer – im letzten Panel erwachte. Einige Situationen waren bewusst albern: Elefanten, die von der Decke fielen, oder zwei Nerzmäntel von Frauen, die miteinander kämpften. Andere Male konnten sie beunruhigender sein: Charaktere, die sich selbst zerstückelt fanden, aus einer Ich-Perspektive lebendig begraben wurden oder die Mutter eines Kindes, die eingepflanzt und zu einem Baum wurde. In einigen Strips war der Fiend ein Zuschauer, der zusah, wie fantastische oder schreckliche Dinge jemandem Nahestehendem passierten. Die Protagonisten waren typischerweise Teil der wachsenden städtischen Mittelschicht Amerikas, denen McCay Ängste vor öffentlicher Demütigung, Verlust des sozialen Ansehens oder der Respektabilität oder einfach die unkontrollierbar seltsame Natur des Seins aussetzte.
Rarebit Fiend war der einzige Comic von McCay, in dem er sich mit sozialen oder politischen Themen befasste oder das zeitgenössische Leben thematisierte. Er sprach religiöse Führer, Alkoholismus, Obdachlosigkeit, politische Reden, Selbstmord, Mode und andere Themen an, während seine anderen Comics fantastisch waren oder scheinbar vage, zeitlose Hintergründe hatten. Der Comic bezog sich auf zeitgenössische Ereignisse wie die Wahl Theodore Roosevelts im Jahr 1904; das kürzlich erbaute Flatiron-Gebäude (1902) und das St. Regis Hotel (1904) in New York City; sowie den Russisch-Japanischen Krieg. Anders als die meisten Comics dieser Zeit ist Rarebit Fiend nicht direkt humorvoll oder eskapistisch. Die Comics heben die dunkleren Seiten der Leser hervor – Heuchelei, Täuschung, Phobien und Unbehagen. Sie bieten oft bissige soziale Kommentare und zeigen eheliche, finanzielle und religiöse Angelegenheiten in einem negativen Licht. McCay hatte Interesse daran, formale Grenzen zu überschreiten, und spielerische Selbstreferenzialität spielt eine Rolle in vielen der Comics. Charaktere beziehen sich manchmal auf McCays Alter Ego „Silas“ oder auf den Leser. Obwohl häufig in Rarebit Fiend anzutreffen, tritt diese Selbstreferenzialität in McCays anderen Comics nicht auf.
Im Gegensatz zu den dargestellten Kunstwerken war die Beschriftung in den Sprechblasen, wie in McCays anderen Werken, ungeschickt und konnte nahezu unleserlich sein, besonders in Reproduktionen, wo diese normalerweise stark verkleinert wurden. McCay schien wenig Rücksicht auf die Sprechblasen, ihren Inhalt und ihre Platzierung in der Komposition zu nehmen. Sie enthalten tendenziell repetitive Monologe, die die zunehmende Not der Sprecher ausdrücken, und zeigen, dass McCays Gabe im Visuellen und nicht im Verbalen lag.
Der Rarebit ist ein Gericht, das typischerweise aus reichhaltigem Käse hergestellt wird, der mit Bier verdünnt und auf Toast serviert wird, mit Cayennepfeffer und Senf vermischt. McCay verwendete es trotz seiner relativen Harmlosigkeit: Der Kulturtheoretiker Scott Bukatman stellt fest, dass Rarebit nicht die Art von Gericht ist, mit der eine Person Albträume in Verbindung bringen würde, und demonstriert damit seine Unkenntnis eines lange, besonders in England, gehaltenen Glaubens, dass der Verzehr von Käse – und insbesondere geröstetem Käse – wahrscheinlich unangenehme Träume verursachen würde.

## Entstehung und Einordnung in McCays Werk
McCay begann in den 1890er Jahren mit dem Cartoon-Zeichnen und veröffentlichte reichlich in Magazinen und Zeitungen. Er wurde bekannt für seine Fähigkeit, schnell zu zeichnen, ein Talent, das er oft auf der Vaudeville-Bühne (zusammen mit Persönlichkeiten wie Harry Houdini und W. C. Fields) einsetzte. Vor Dream of the Rarebit Fiend und Little Nemo hatte McCay bereits Interesse am Thema Träume gezeigt. Einige seiner früheren Werke, von denen mindestens zehn regelmäßige Comicstrips waren, hatten Titel wie Daydreams und It Was Only a Dream. McCays Comics waren nicht die ersten thematischen Comicstrips, die veröffentlicht wurden: McCays Arbeitgeber, der New York Herald, hatte mindestens drei solcher Streifen gedruckt, beginnend mit Charles Reeses Drowsy Dick im Jahr 1902. Die Psychoanalyse und Traumdeutung begannen mit der Veröffentlichung von Freuds Die Traumdeutung im Jahr 1900 in das öffentliche Bewusstsein einzutreten. McCay hat nie den Einfluss von Sigmund Freud anerkannt. McCay-Forscher Ulrich Merkl sagt, es sei wahrscheinlich, dass McCay von den Theorien des Wiener Arztes wusste, da sie in der New Yorker Zeitungswelt, zu der McCay gehörte, weit verbreitet und besprochen wurden.
McCay schlug zunächst einen Strip vor, in dem ein Tabaksüchtiger sich am Nordpol wiederfindet, unfähig, eine Zigarette und ein Feuerzeug zu bekommen. Im letzten Panel erwacht er und findet heraus, dass es ein Traum war. Der Herald bat McCay, eine Serie des Strips zu machen, aber mit einem Welsh Rarebit anstatt Tabak, und McCay stimmte zu. Dream of the Rarebit Fiend startete 1904. McCays berühmtester Charakter, Little Nemo, erschien erstmals im ersten Jahr von Dream of the Rarebit Fiend am 10. Dezember 1904. Im Jahr 1905 ließ McCay Nemo in seinem eigenen Comic im New York Herald auftreten. Im Vergleich zu Little Nemo hatten die Rarebit-Fiend-Comics minimale Hintergründe und waren in der Regel aus einer statischen Perspektive gezeichnet, wobei die Hauptfiguren oft in einer festen Position waren. Der Inhalt von Rarebit Fiend spielte eine viel größere Rolle als in Little Nemo, dessen Fokus auf schönen visuellen Darstellungen lag. Die Geschichten waren in sich abgeschlossen, während sich die Nemo-Geschichte von Woche zu Woche fortsetzte. Die Träume in Nemo waren auf Kinder ausgerichtet, aber Rarebit Fiend hatte erwachsenen orientierte Themen – soziale Peinlichkeit, Angst vor dem Sterben oder Verrücktwerden und so weiter. Einige der Träume in beiden Comics waren Wunscherfüllungsfantasien.
McCay heiratete 1891, und die Ehe war keine glückliche. Laut McCay-Biograf John Canemaker stellt McCay die Ehe in Rarebit Fiend als „ein Minenfeld aus Heuchelei, Eifersucht und Missverständnissen“ dar. McCay war ein kleiner Mann, kaum 150 cm groß. Er wurde von seiner Frau dominiert, die so groß wie er war. Bilder von kleinen, schüchternen Männern, die von ihren größeren oder dickeren Frauen dominiert werden, tauchen häufig in Rarebit Fiend auf. Gigantismus, bei dem Charaktere von schnell wachsenden Elementen überwältigt werden, war ein weiteres wiederkehrendes Motiv, vielleicht als Kompensation von McCay für ein Gefühl der Kleinheit. McCays Bruder Arthur war in eine psychiatrische Anstalt eingewiesen worden, was die in dem Strip häufigen Themen des Wahnsinns inspiriert haben könnte.
Gelehrte wie Claude Moliterni, Ulrich Merkl, Alfredo Castelli und andere haben mögliche Einflüsse identifiziert. Dazu gehören Edward Lears beliebtes The Book of Nonsense (1870), Gelett Burgess The Burgess Nonsense Book (1901), Lewis Carrolls Alice’s Adventures in Wonderland (1865) (insbesondere die Szene des Tränenmeers, die in Beziehung zu stehen scheint zu dem Schweißflut-Strip in einem frühen Rarebit Fiend), sowie eine Vielzahl von Traum-Cartoons und -Illustrationen, die in verschiedenen Periodika erschienen, mit denen McCay wahrscheinlich vertraut war. Der wahrscheinlichste Einfluss auf den Comic war Welsh Rarebit Tales (1902) von Harle Oren Cummins. Cummins erklärte, er habe sich für diese Sammlung von fünfzehn Science-Fiction-Geschichten von Alpträumen inspirieren lassen, die durch den Verzehr von Welsh Rarebit und Hummer ausgelöst wurden. Mehrere von McCays Post-Herald-Strips aus den Jahren 1911 und 1912 trugen sogar den Titel Dream of a Lobster Fiend.

## Veröffentlichungsgeschichte

### Erstpublikation als Zeitungsstrip
Der erste Strip erschien am 10. September 1904 im New York Herald, einige Monate nach dem ersten Auftritt von McCays Little Sammy Sneeze. Es war McCays zweiter erfolgreicher Zeitungsstrip, nachdem Sammy Sneeze ihm eine Position im Cartoon-Team der Herald verschafft hatte. Dream of the Rarebit Fiend lief im Evening Telegram, das zu der Zeit vom Herald herausgegeben wurde. Der Herausgeber des Herald verlangte, dass McCay für die Striparbeit ein Pseudonym verwendete, um sie von seiner anderen Arbeit zu trennen. McCay unterschrieb Rarebit-Fiend-Strips als „Silas“, ein Name, den er von einem Fahrer eines Müllwagens in der Nachbarschaft auslieh. Nachdem er 1911 zur New York American von William Randolph Hearst gewechselt war, ließ McCay das Pseudonym „Silas“ fallen und unterschrieb seine Arbeiten mit seinem eigenen Namen.
Der Strip erschien zwei- bis dreimal pro Woche. Er füllte typischerweise ein Viertel einer Zeitungsseite an Wochentagen und eine halbe Seite samstags. Der Strip erschien normalerweise in Schwarz-Weiß, aber 29 der Strips erschienen 1913 in Farbe, wöchentlich im Herald. Dies waren Strips, die zwischen 1908 und 1911 gezeichnet wurden und die der Evening Telegram nicht gedruckt hatte. McCay ermutigte manchmal die Leser, Traumideen einzureichen, die an den Herald zu „Silas the Dreamer“ geschickt werden sollten. McCay dankte den Einsendungen, die er annahm, mit einem „Dank an…“ neben seiner eigenen Unterschrift auf dem Strip. Zu den Genannten gehörte der Science-Fiction-Pionier Hugo Gernsback.
Die ursprüngliche Laufzeit von Dream of the Rarebit Fiend dauerte sieben Jahre, somit bis 1911. McCays Arbeit war so beliebt, dass William Randolph Hearst ihn 1911 mit einem Star-Gehalt abwarb. Hearst-Redakteur Arthur Brisbane hielt McCays Arbeit für „ernst, nicht lustig“ und ließ den Karikaturisten seine Comicstrips (einschließlich Rarebit Fiend und Nemo) aufgeben, um in Vollzeit Redaktionszeichnungen zu illustrieren. Zwischen 1911 und 1913 erschien Rarebit Fiend wieder in verschiedenen Zeitungen unter anderen Titeln, wie Midsummer Day Dreams und It Was Only a Dream.
Von 1923 bis 1925 belebte McCay den Strip unter dem Titel Rarebit Reveries wieder. Obwohl als „Robert Winsor McCay Jr.“ (McCays Sohn) unterschrieben, scheinen die Strips in McCays eigener Handschrift zu sein. McCay hatte auch einige seiner Animations- und Redaktionscartoons mit dem Namen seines Sohnes unterschrieben. Bis 2007 waren nur sieben Beispiele von Rarebit Reveries bekannt, obwohl es fast sicher ist, dass andere gedruckt wurden.

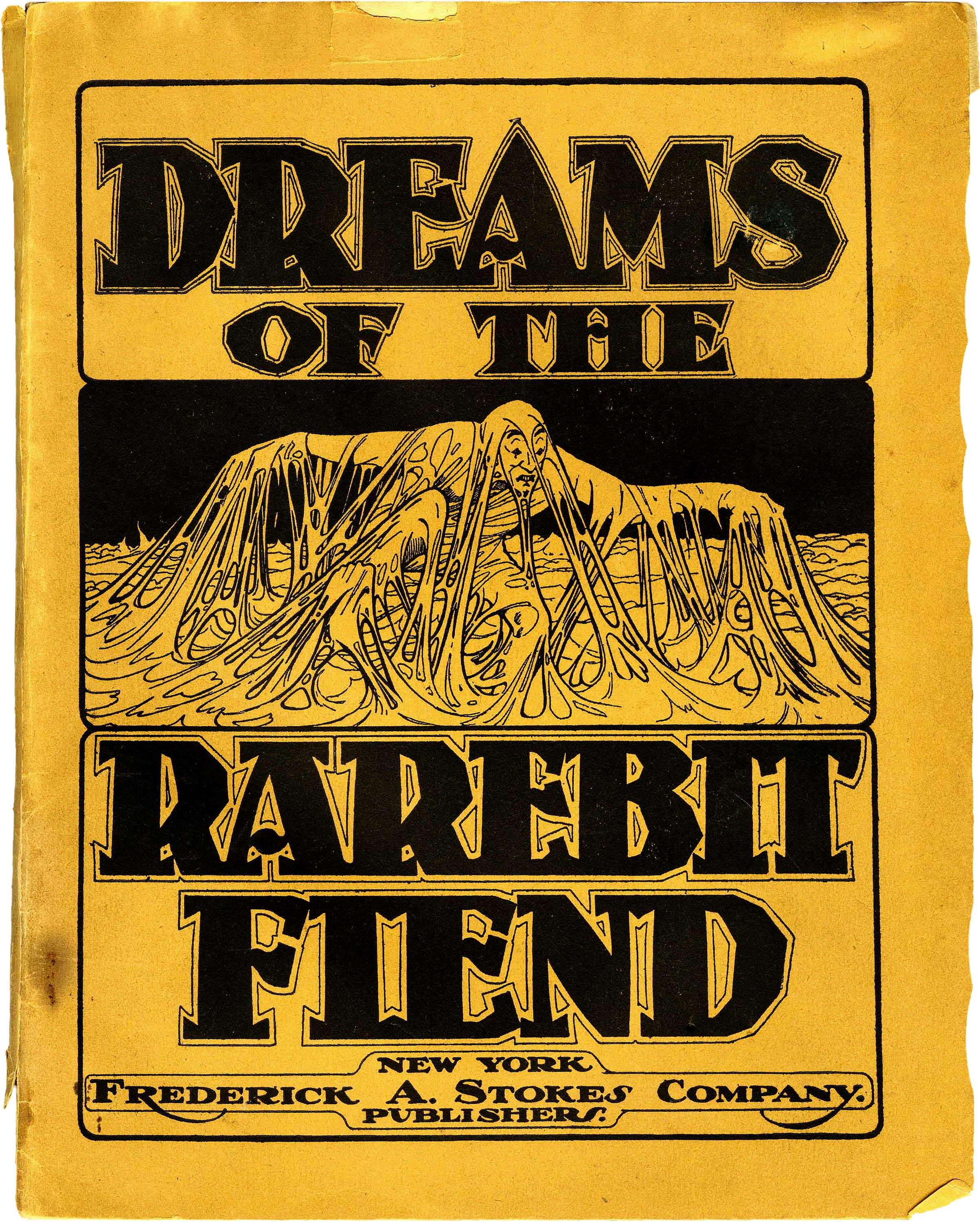
Dreams of the Rarebit Fiend (Stokes 1905) cover

### Gesammelte Ausgaben
Die früheste Sammlung mit dem Titel Dreams of the Rarebit Fiend erschien 1905 bei Frederick A. Stokes und enthielt Nachdrucke von 61 der Strips. Dover Publications druckte diese Sammlung 1973 in einer um 10 % vergrößerten Ausgabe mit neuem Einführungsmaterial neu. Die Dover-Ausgabe ließ den letzten Strip der ursprünglichen Sammlung weg, da er Witze über Ethnien enthielt, von denen der Verlag annahm, dass er nicht dem Geschmack eines Publikums der 1970er Jahre entsprechen würde.
Beispiele von Rarebit Fiend erscheinen in Daydreams and Nightmares (Fantagraphics, 1988/2006; Herausgeber Richard Marschall), einer Sammlung verschiedener Werke von McCay. Checker Books druckte viele der Rarebit-Fiend-Strips in acht Bänden der Serie Winsor McCay: Early Works neu und veröffentlichte 2006 183 der farbigen Samstagsstrips in Dream of the Rarebit Fiend: The Saturdays. Die Checker-Bücher druckten alle bis auf etwa 300 der bekannten Rarebit-Fiend-Strips neu.
Im Juli 2007 veröffentlichte der deutsche Kunsthistoriker Ulrich Merkl eigenständig einen 17 × 12 Zoll (43,5 cm × 31 cm) großen, 464-seitigen Band namens Dream of the Rarebit Fiend, der 369 der Strips in Originalgröße reproduzierte. Frühere Nachdrucke des Strips hatten die Größe der Strips auf etwa ein Drittel ihrer ursprünglich veröffentlichten Größe reduziert, was zu einem Detailverlust führte und die Beschriftung schwer lesbar machte. Die Größe des Buches machte eine automatische Bindung unmöglich, sodass es von Hand gebunden werden musste. Das Buch war auf 1000 Exemplare limitiert und enthielt eine DVD mit Scans der 821 bekannten Folgen des Strips, dem vollständigen Text des Buches, einem Catalogue raisonné der Strips und einem Video eines Beispiels von McCays Animation. Die Quellen der Strips stammten aus Merkls persönlicher Sammlung, der Cartoon Research Library der Ohio State University und Mikrofilmen, die von der New York Public Library erworben wurden und den kompletten Lauf des Strips im New York Evening Journal enthielten. Merkl sagte, dass durchschnittlich sechs Stunden pro Strip für das Scannen und die Restaurierung benötigt wurden. Das Buch enthielt auch zwei Essays des italienischen Comic-Herausgebers Alfredo Castelli und einen von Jeremy Taylor, dem ehemaligen Präsidenten der International Association for the Study of Dreams.

## Adaptionen und Nachwirkung
Es gab mehrere Filmadaptionen von Rarebit Fiend, darunter Edwin S. Porters Realfilm Dream of a Rarebit Fiend von 1906 und vier animierte Filme von McCay selbst: How a Mosquito Operates von 1912 und Bug Vaudeville, The Pet und The Flying House von 1921. Man sagt, der Comic habe eine Reihe von wiederkehrenden Ideen in der Popkultur vorweggenommen, wie zum Beispiel Riesenbestien, die Städte beschädigen – später populär gemacht durch King Kong und Godzilla.